# A11 (Frankrijk)
De A11 is een autosnelweg gelegen in Frankrijk, die de hoofdstad Parijs verbindt met de stad Nantes, via Le Mans en Angers. De weg wordt ook wel aangeduid als l'Océane. Tussen Parijs en Le Mans is de weg in het beheer van Cofiroute. Vanaf daar tot aan Angers valt de weg onder de ASF, terwijl vanaf Angers tot aan Nantes de weg weer door de eerste organisatie wordt beheerd.

## Aanleg
In 1972 werd het eerste deel van de weg voltooid tussen La Folie Bessin en Thivars over een lengte van ongeveer 68 km. Drie jaar later volgde het traject tussen Chartres en La Ferté Bernard. Na nog eens drie jaar was het stuk tussen La Ferté Bernard en Le Mans volledig als autosnelweg te berijden. Ten slotte kwam in 1981 het traject tussen Angers en Nantes gereed.
De rondweg van Angers was altijd het punt waar de snelweg A11 onderbroken was, tot in 2008 de weg ten noorden van Angers doorgetrokken werd.

## Knooppunten
- Met de A10 bij Ablis.
- Met de A28 ten noordoosten van Le Mans.
- Met de A28 ten noorden van Le Mans.
- Met de A81 ten noordwesten van Le Mans.
- Met de A85 bij Baugé.
- Met de A87 bij Angers.
- Met de A811 bij Nantes.
- Met de A844 bij Nantes.